# Чемпионат России по конькобежному спорту 1889
Чемпионат России по конькобежному спорту в классическом многоборье 1889 года — первый чемпионат России по конькобежному спорту, который прошёл 19 февраля 1889 года в Москве на катке «Яхтклуба» на Петровке.
Первые чемпионаты России (1889—1893) проводились на одной дистанции — 3 версты (3180 метров). Победители определялись по итогам предварительного и финального забегов. На чемпионат приглашались иностранные конькобежцы. Первым чемпионом России стал Александр Паншин из Санкт-Петербурга.

## Результаты чемпионата
| место | спортсмен        | город           | 3 версты (3180 м)        |
| ----- | ---------------- | --------------- | ------------------------ |
| 1     | Александр Паншин | Санкт-Петербург | 7.21,3 (1/q), 7.30,0 (1) |
| 2     | Сергей Пуресев   | Москва          | 7.41,0 (2)               |
| 3     | А. Земницкий     | Санкт-Петербург | -                        |